# TTC Ruhrstadt Herne
Der TTC Ruhrstadt Herne ist ein Tischtennisverein aus Herne in Nordrhein-Westfalen. Er spielte bis Ende 2012 in der 1. Tischtennis-Bundesliga.

## Geschichte
Die Gründung des Vereins fand 1919 im Herner Stadtteil Holthausen statt. Der damalige Fußball- und Turnverein trat 1921 dem DJK-Sportverband bei und nahm den Namen DJK Germania Holthausen an. Als die DJK 1935 von den Nationalsozialisten verboten wurde, stellte auch der Verein den Betrieb ein, der 1947 wieder aufgenommen wurde. Bis Anfang der 1960er Jahre hatte die Fußballabteilung Bestand und wurde dann aufgelöst.
Im Anschluss daran wurden Abteilungen für Handball, Tischtennis und Schwimmen aufgebaut. Seit 2001 ist der Verein ein reiner Tischtennisverein. In der Saison 2001/02 stieg die erste Herrenmannschaft in die zweite Bundesliga auf. 2007 erfolgte der Umzug in die neugebaute Halle, die Ruhrstadtarena. Im folgenden Jahr, 2008, konnte der Verein die Zweitligameisterschaft feiern, verzichtete aber auf den Aufstieg in die DTTL. Ebenfalls 2008 benannte sich der Verein in TTC Ruhrstadt Herne um.
2010 gelang erneut die Meisterschaft in der zweiten Bundesliga. Der Verein nahm daraufhin aufgrund verbesserter infrastruktureller und finanzieller Voraussetzungen im Vergleich mit 2008 den Aufstieg in die 1. Bundesliga (DTTL, heute: TTBL) wahr. Ende Dezember 2012 zog der Verein aus finanziellen Gründen die Mannschaft aus der TTBL zurück.
Seit der Saison 2016/2017 spielt die Erste Mannschaft in der 3. Bundesliga Nord. Dort spielt man nur im Mittelfeld der Tabelle mit. 
In der Saison 2017/2018 spielt die Erste Mannschaft in der 3. Bundesliga Nord im gesicherten Mittelfeld. In dieser Saison spielt man mit Kanak Jha, Xinyu Yang, Lev Katsman, Uros Gordic, Johan Hagberg und Chenxi Wang. 2020 zog der Verein die Mannschaft aus finanziellen Gründen in die NRW-Liga zurück.

### Mannschaft 2011/2012
| Position | Spieler         | Nat.        | Geburtsdatum    | im Verein seit |
| -------- | --------------- | ----------- | --------------- | -------------- |
| 1        | Seiya Kishikawa | Japan       | 21. Mai 1987    | 2011           |
| 2        | Kim Jung Hoon   | Südkorea    | 21. August 1982 | 2011           |
| 3        | Petr Korbel     | Tschechien  | 6. Juni 1971    | 2010           |
| 4        | Lars Hielscher  | Deutschland | 9. Mai 1979     | 2011           |
| 5        | Erik Bottroff   | Deutschland | 9. Februar 1990 | 2008           |

### Mannschaft 2012/2013
| Position | Spieler        | Nat.        | Geburtsdatum      | im Verein seit |
| -------- | -------------- | ----------- | ----------------- | -------------- |
| 1        | Kim Jung Hoon  | Südkorea    | 21. August 1982   | 2011           |
| 2        | Lars Hielscher | Deutschland | 9. Mai 1979       | 2011           |
| 3        | Jakub Kosowski | Polen       | 26. Dezember 1982 | 2012           |

### Mannschaft 2013/2014
| Position | Spieler         | Nat.        | Geburtsdatum      | im Verein seit |
| -------- | --------------- | ----------- | ----------------- | -------------- |
| 1        | Lauric Jean     | Belgien     | 5. Juni 1992      | 2013           |
| 2        | Petko Gabrovski | Bulgarien   | 7. September 1988 | 2013           |
| 3        | Ara Karakulak   | Deutschland | 14. Februar 1982  | 2013           |
| 4        | Zhu Xiaoyong    | Deutschland | 19. April 1966    | 2013           |
| 5        | David McBeath   | England     | 15. März 1992     | 2013           |

### Mannschaft 2014/2015
| Position | Spieler         | Nat.      | Geburtsdatum      | im Verein seit |
| -------- | --------------- | --------- | ----------------- | -------------- |
| 1        | Dragan Subotic  | Serbien   | 21. Oktober 1993  | 2014           |
| 2        | Petko Gabrovski | Bulgarien | 7. September 1988 | 2013           |
| 3        | David McBeath   | England   | 15. März 1992     | 2013           |
| 4        | Anton Källberg  | Schweden  | 17. August 1997   | 2014           |

## Spielstätte
Seit 2007 spielt der Verein in der RuhrstadtARENA, einem modernen Multifunktionskomplex, der auch als landesweiter Förderstützpunkt und Veranstaltungszentrum genutzt wird. Seit Herbst 2011 hat auch das direkt angebaute RuhrstadtARENA Hotel eröffnet.

## Erfolge
- Aufstieg in die 2. Bundesliga 2002
- Meister der 2. Bundesliga 2008 und 2010
- Aufstieg in die DTTL 2010
- DTTB-Pokal: 1/8-Finale 2010/11 und 2012/13

## Bekannte Spieler
- David Daus
- Ryūsuke Sakamoto
- Jun Mizutani
- Christian Franzel
- Sascha Köstner
- Seiya Kishikawa
- Petr Korbel
- Lars Hielscher
- Jakub Kosowski

## Statistik
| Saison | Liga               | Platz | S  | U  | N  | Spiele  | Punkte | Kommentar                                        | DTTB-Pokal |
| --- | ------------------ | ----- | -- | -- | -- | ------- | ------ | ------------------------------------------------ | ---------- |
| 2004/05 | 2. Bundesliga Nord | 6.    | 0  | 20 | 0  | 151:133 | 21:19  |                                                  | –          |
| 2005/06 | 2. Bundesliga Nord | 7.    | 7  | 3  | 8  | 114:109 | 17:19  |                                                  | –          |
| 2006/07 | 2. Bundesliga Nord | 5.    | 8  | 1  | 9  | 121:116 | 17:19  |                                                  | –          |
| 2007/08 | 2. Bundesliga Nord | 1.    | 15 | 0  | 1  | 142:61  | 30:2   | Meister 2. BL Nord + Aufstieg nicht wahrgenommen | –          |
| 2008/09 | 2. Bundesliga Nord | 7.    | 7  | 2  | 7  | 107:105 | 16:16  |                                                  | –          |
| 2009/10 | 2. Bundesliga Nord | 1.    | 15 | 2  | 1  | 154:74  | 32:4   | Meister 2. BL Nord + Aufstieg                    | –          |
| 2010/11 | 1. Liga            | 8.    | 2  | 0  | 16 | 18:50   | 4:32   |                                                  | 1/8-Finale |
| 2011/12 | 1. Liga            | 7.    | 6  | 0  | 12 | 33:40   | 12:24  |                                                  | 1. Runde   |
| 2012/13 | 1. Liga            | 9.    |    |    |    |         |        | Ende Dezember 2012 Rückzug                       | 1/8-Finale |
| 2013/14 | 2. Bundesliga Nord | 4.    | 9  | 4  | 5  | 86:69   | 22:14  | Qualifikation für neue eingleisige 2. Bundesliga | 1/8-Finale |
| 2014/15 | 2. Bundesliga      |       |    |    |    |         |        |                                                  |            |
| Anmerkung: Grün unterlegte Spielzeiten kennzeichnen einen Aufstieg bzw. Meistertitel, rot unterlegte Spielzeiten einen Abstieg. |                    |       |    |    |    |         |        |                                                  |            |